# Isaac, o Cego
Rabino Yitzhak Saggi Nehor רַבִּי יִצְחַק סַגִּי נְהוֹר, também conhecido como Isaac o Cego (c. 1160 - 1235, Posquière, França) era um famoso autor sobre Cabala (misticismo judaico). Historiadores suspeitam que Isaac o Cego seja o autor do livro Bahir, um texto antigo de cabala.
Ele foi filho do talmudista, Rabino Abraão ben David de Posquière.